# Eleições legislativa de 2019 em Viseu

## Resultados Oficiais
| Partido                 | Partido                              | Votos  | %               | +/-   |
| ----------------------- | ------------------------------------ | ------ | --------------- | ----- |
|                         | Partido Social Democrata             | 18 587 | 37,44 / 100,00  | -     |
|                         | Partido Socialista                   | 15 487 | 31,20 / 100,00  | 2,81  |
|                         | Bloco de Esquerda                    | 4 824  | 9,72 / 100,00   | 1,23  |
|                         | CDS – Partido Popular                | 2 739  | 5,52 / 100,00   | -     |
|                         | Pessoas–Animais–Natureza             | 1 356  | 2,73 / 100,00   | 1,85  |
|                         | CDU - Coligação Democrática Unitária | 1 194  | 2,41 / 100,00   | 1,17  |
|                         | CHEGA!                               | 587    | 1,18 / 100,00   | Novo  |
|                         | Aliança                              | 519    | 1,05 / 100,00   | Novo  |
|                         | Outros (com menos de 1,00%)          | 1 949  | 3,93 / 100,00   |       |
| Votos Inválidos         | Votos Inválidos                      | 2 403  | 4,84 / 100,00   | 0,59  |
| Total                   | Total                                | 49 645 | 100,00 / 100,00 |       |
| Eleitorado/Participação | Eleitorado/Participação              | 93 108 | 53,32 / 100,00  | 0,08  |
| Fonte                   | Fonte                                | [ 1 ]  | [ 1 ]           | [ 1 ] |

## Resultados por Freguesia
Os resultados seguintes referem-se aos partidos que obtiveram mais de 1,00% dos votos:
| Freguesia                          | %     | %     | %     | %    | %    | %    | %    | %    | Votantes |
| Freguesia                          | PSD   | PS    | BE    | CDS  | PAN  | CDU  | CH   | A    | Votantes |
| ---------------------------------- | ----- | ----- | ----- | ---- | ---- | ---- | ---- | ---- | -------- |
| Abraveses                          | 36,31 | 30,33 | 10,47 | 4,84 | 3,20 | 3,18 | 1,34 | 1,04 | 4 029    |
| Barreiros e Cepões                 | 36,18 | 36,05 | 6,84  | 8,16 | 1,97 | 1,05 | 1,58 | 0,53 | 760      |
| Boa Aldeia, Farminhão e Torredeita | 33,15 | 43,22 | 7,75  | 3,33 | 2,17 | 1,32 | 0,77 | 0,31 | 1 291    |
| Bodiosa                            | 49,15 | 22,24 | 7,86  | 6,37 | 1,97 | 1,15 | 1,08 | 0,88 | 1 475    |
| Calde                              | 44,94 | 31,24 | 4,71  | 5,85 | 2,00 | 1,28 | 0,71 | 0,14 | 701      |
| Campo                              | 41,57 | 27,67 | 8,93  | 6,01 | 2,96 | 1,75 | 1,09 | 0,79 | 2 396    |
| Cavernães                          | 41,88 | 29,41 | 7,28  | 7,00 | 3,36 | 0,70 | 1,12 | 1,12 | 714      |
| Cota                               | 41,18 | 35,70 | 3,65  | 7,10 | 2,84 | 1,01 | 0,61 | 0,41 | 493      |
| Coutos de Viseu                    | 36,23 | 35,06 | 8,57  | 4,81 | 1,82 | 1,95 | 0,91 | 0,26 | 770      |
| Fail e Vila Chã de Sá              | 35,52 | 37,19 | 7,99  | 4,33 | 2,25 | 1,75 | 1,41 | 0,67 | 1 202    |
| Fragosela                          | 39,50 | 33,64 | 7,61  | 4,87 | 2,59 | 2,05 | 1,52 | 0,84 | 1 314    |
| Lordosa                            | 42,77 | 30,12 | 6,99  | 8,92 | 1,57 | 1,08 | 0,36 | 0,48 | 830      |
| Mundão                             | 38,66 | 30,51 | 9,01  | 3,48 | 3,64 | 2,06 | 1,34 | 1,11 | 1 265    |
| Orgens                             | 34,46 | 32,27 | 11,26 | 5,89 | 2,66 | 3,39 | 1,30 | 1,04 | 1 918    |
| Povolide                           | 39,21 | 37,11 | 5,39  | 6,18 | 2,76 | 1,45 | 1,05 | 0,39 | 760      |
| Ranhados                           | 33,60 | 30,94 | 11,90 | 4,71 | 3,61 | 2,93 | 1,29 | 1,37 | 2 631    |
| Repeses e São Salvador             | 33,86 | 32,98 | 12,00 | 4,02 | 2,29 | 2,64 | 1,29 | 1,16 | 3 184    |
| Ribafeita                          | 51,13 | 26,77 | 5,26  | 6,02 | 1,95 | 1,20 | 1,35 | 0,15 | 665      |
| Rio de Loba                        | 36,39 | 28,95 | 10,98 | 6,24 | 3,07 | 2,48 | 1,46 | 1,32 | 4 391    |
| Santos Evos                        | 37,03 | 43,97 | 4,72  | 3,33 | 1,25 | 1,53 | 0,14 | 0,42 | 721      |
| São Cipriano e Vil de Souto        | 40,45 | 28,05 | 7,38  | 5,41 | 1,67 | 2,66 | 0,98 | 0,79 | 1 016    |
| São João de Lourosa                | 34,95 | 34,42 | 8,47  | 5,75 | 1,78 | 2,27 | 2,10 | 1,65 | 2 243    |
| São Pedro de France                | 40,52 | 32,72 | 5,20  | 7,19 | 0,92 | 1,22 | 1,07 | 0,92 | 654      |
| Silgueiros                         | 39,51 | 32,62 | 6,89  | 8,56 | 1,54 | 1,27 | 1,40 | 1,07 | 1 496    |
| Viseu                              | 36,44 | 29,48 | 11,61 | 5,46 | 3,26 | 3,10 | 0,96 | 1,27 | 12 726   |
| Viseu                              | 37,44 | 31,20 | 9,72  | 5,52 | 2,73 | 2,41 | 1,18 | 1,05 | 49 645   |

#### Abraveses
| Partido                 | Partido                              | Votos | %               | +/-  |
| ----------------------- | ------------------------------------ | ----- | --------------- | ---- |
|                         | Partido Social Democrata             | 1 463 | 36,31 / 100,00  | -    |
|                         | Partido Socialista                   | 1 222 | 30,33 / 100,00  | 1,99 |
|                         | Bloco de Esquerda                    | 422   | 10,47 / 100,00  | 1,07 |
|                         | CDS – Partido Popular                | 195   | 4,84 / 100,00   | -    |
|                         | Pessoas–Animais–Natureza             | 129   | 3,20 / 100,00   | 2,04 |
|                         | CDU - Coligação Democrática Unitária | 128   | 3,18 / 100,00   | 1,00 |
|                         | CHEGA!                               | 54    | 1,34 / 100,00   | Novo |
|                         | Iniciativa Liberal                   | 43    | 1,07 / 100,00   | Novo |
|                         | Aliança                              | 42    | 1,04 / 100,00   | Novo |
|                         | Outros (com menos de 1,00%)          | 145   | 3,59 / 100,00   |      |
| Votos Inválidos         | Votos Inválidos                      | 186   | 4,61 / 100,00   | 0,58 |
| Total                   | Total                                | 4 029 | 100,00 / 100,00 |      |
| Eleitorado/Participação | Eleitorado/Participação              | 7 724 | 52,16 / 100,00  | 0,16 |

#### Barreiros e Cepões
| Partido                 | Partido                              | Votos | %               | +/-   |
| ----------------------- | ------------------------------------ | ----- | --------------- | ----- |
|                         | Partido Social Democrata             | 275   | 36,18 / 100,00  | -     |
|                         | Partido Socialista                   | 274   | 36,05 / 100,00  | 10,82 |
|                         | CDS – Partido Popular                | 62    | 8,16 / 100,00   | -     |
|                         | Bloco de Esquerda                    | 52    | 6,84 / 100,00   | 1,61  |
|                         | Pessoas–Animais–Natureza             | 15    | 1,97 / 100,00   | 1,74  |
|                         | CHEGA!                               | 12    | 1,58 / 100,00   | Novo  |
|                         | CDU - Coligação Democrática Unitária | 8     | 1,05 / 100,00   | 0,92  |
|                         | Outros (com menos de 1,00%)          | 29    | 3,81 / 100,00   |       |
| Votos Inválidos         | Votos Inválidos                      | 33    | 4,34 / 100,00   | 0,64  |
| Total                   | Total                                | 760   | 100,00 / 100,00 |       |
| Eleitorado/Participação | Eleitorado/Participação              | 1 763 | 43,11 / 100,00  | 0,55  |

#### Boa Aldeia, Farminhão e Torredeita
| Partido                 | Partido                              | Votos | %               | +/-  |
| ----------------------- | ------------------------------------ | ----- | --------------- | ---- |
|                         | Partido Socialista                   | 558   | 43,22 / 100,00  | 8,54 |
|                         | Partido Social Democrata             | 428   | 33,15 / 100,00  | -    |
|                         | Bloco de Esquerda                    | 100   | 7,75 / 100,00   | 1,52 |
|                         | CDS – Partido Popular                | 43    | 3,33 / 100,00   | -    |
|                         | Pessoas–Animais–Natureza             | 28    | 2,17 / 100,00   | 1,69 |
|                         | CDU - Coligação Democrática Unitária | 17    | 1,32 / 100,00   | 1,15 |
|                         | Outros (com menos de 1,00%)          | 55    | 4,26 / 100,00   |      |
| Votos Inválidos         | Votos Inválidos                      | 62    | 4,80 / 100,00   | 0,42 |
| Total                   | Total                                | 1 291 | 100,00 / 100,00 |      |
| Eleitorado/Participação | Eleitorado/Participação              | 2 338 | 55,22 / 100,00  | 1,06 |

#### Bodiosa
| Partido                 | Partido                              | Votos | %               | +/-  |
| ----------------------- | ------------------------------------ | ----- | --------------- | ---- |
|                         | Partido Social Democrata             | 725   | 49,15 / 100,00  | -    |
|                         | Partido Socialista                   | 328   | 22,24 / 100,00  | 4,79 |
|                         | Bloco de Esquerda                    | 116   | 7,86 / 100,00   | 1,68 |
|                         | CDS – Partido Popular                | 94    | 6,37 / 100,00   | -    |
|                         | Pessoas–Animais–Natureza             | 29    | 1,97 / 100,00   | 1,61 |
|                         | CDU - Coligação Democrática Unitária | 17    | 1,15 / 100,00   | 0,91 |
|                         | CHEGA!                               | 16    | 1,08 / 100,00   | Novo |
|                         | Outros (com menos de 1,00%)          | 68    | 4,61 / 100,00   |      |
| Votos Inválidos         | Votos Inválidos                      | 82    | 5,56 / 100,00   | 0,59 |
| Total                   | Total                                | 1 475 | 100,00 / 100,00 |      |
| Eleitorado/Participação | Eleitorado/Participação              | 2 943 | 50,12 / 100,00  | 0,56 |

#### Calde
| Partido                 | Partido                              | Votos | %               | +/-  |
| ----------------------- | ------------------------------------ | ----- | --------------- | ---- |
|                         | Partido Social Democrata             | 315   | 44,94 / 100,00  | -    |
|                         | Partido Socialista                   | 219   | 31,24 / 100,00  | 6,27 |
|                         | CDS – Partido Popular                | 41    | 5,85 / 100,00   | -    |
|                         | Bloco de Esquerda                    | 33    | 4,71 / 100,00   | 0,23 |
|                         | Pessoas–Animais–Natureza             | 14    | 2,00 / 100,00   | 1,45 |
|                         | CDU - Coligação Democrática Unitária | 9     | 1,28 / 100,00   | 0,78 |
|                         | LIVRE                                | 9     | 1,28 / 100,00   | 1,01 |
|                         | Outros (com menos de 1,00%)          | 32    | 4,57 / 100,00   |      |
| Votos Inválidos         | Votos Inválidos                      | 29    | 4,14 / 100,00   | 0,71 |
| Total                   | Total                                | 701   | 100,00 / 100,00 |      |
| Eleitorado/Participação | Eleitorado/Participação              | 1 632 | 42,95 / 100,00  | 5,41 |

#### Campo
| Partido                 | Partido                              | Votos | %               | +/-  |
| ----------------------- | ------------------------------------ | ----- | --------------- | ---- |
|                         | Partido Social Democrata             | 996   | 41,57 / 100,00  | -    |
|                         | Partido Socialista                   | 663   | 27,67 / 100,00  | 3,15 |
|                         | Bloco de Esquerda                    | 214   | 8,93 / 100,00   | 0,28 |
|                         | CDS – Partido Popular                | 144   | 6,01 / 100,00   | -    |
|                         | Pessoas–Animais–Natureza             | 71    | 2,96 / 100,00   | 2,09 |
|                         | CDU - Coligação Democrática Unitária | 42    | 1,75 / 100,00   | 1,28 |
|                         | CHEGA!                               | 26    | 1,09 / 100,00   | Novo |
|                         | Outros (com menos de 1,00%)          | 110   | 4,58 / 100,00   |      |
| Votos Inválidos         | Votos Inválidos                      | 130   | 5,42 / 100,00   | 1,05 |
| Total                   | Total                                | 2 396 | 100,00 / 100,00 |      |
| Eleitorado/Participação | Eleitorado/Participação              | 4 698 | 51,00 / 100,00  | 0,30 |

#### Cavernães
| Partido                 | Partido                     | Votos | %               | +/-  |
| ----------------------- | --------------------------- | ----- | --------------- | ---- |
|                         | Partido Social Democrata    | 299   | 41,88 / 100,00  | -    |
|                         | Partido Socialista          | 210   | 29,41 / 100,00  | 9,71 |
|                         | Bloco de Esquerda           | 52    | 7,28 / 100,00   | 0,55 |
|                         | CDS – Partido Popular       | 50    | 7,00 / 100,00   | -    |
|                         | Pessoas–Animais–Natureza    | 24    | 3,36 / 100,00   | 2,34 |
|                         | CHEGA!                      | 8     | 1,12 / 100,00   | Novo |
|                         | Aliança                     | 8     | 1,12 / 100,00   | Novo |
|                         | Outros (com menos de 1,00%) | 26    | 3,64 / 100,00   |      |
| Votos Inválidos         | Votos Inválidos             | 37    | 5,18 / 100,00   | 1,88 |
| Total                   | Total                       | 714   | 100,00 / 100,00 |      |
| Eleitorado/Participação | Eleitorado/Participação     | 1 326 | 53,85 / 100,00  | 0,17 |

#### Cota
| Partido                 | Partido                              | Votos | %               | +/-   |
| ----------------------- | ------------------------------------ | ----- | --------------- | ----- |
|                         | Partido Social Democrata             | 203   | 41,18 / 100,00  | -     |
|                         | Partido Socialista                   | 176   | 35,70 / 100,00  | 11,49 |
|                         | CDS – Partido Popular                | 35    | 7,10 / 100,00   | -     |
|                         | Bloco de Esquerda                    | 18    | 3,65 / 100,00   | 0,60  |
|                         | Pessoas–Animais–Natureza             | 14    | 2,84 / 100,00   | 2,36  |
|                         | CDU - Coligação Democrática Unitária | 5     | 1,01 / 100,00   | 0,65  |
|                         | Outros (com menos de 1,00%)          | 16    | 4,66 / 100,00   |       |
| Votos Inválidos         | Votos Inválidos                      | 26    | 5,27 / 100,00   | 1,01  |
| Total                   | Total                                | 493   | 100,00 / 100,00 |       |
| Eleitorado/Participação | Eleitorado/Participação              | 1 217 | 40,51 / 100,00  | 3,15  |

#### Coutos de Viseu
| Partido                 | Partido                              | Votos | %               | +/-  |
| ----------------------- | ------------------------------------ | ----- | --------------- | ---- |
|                         | Partido Social Democrata             | 279   | 36,23 / 100,00  | -    |
|                         | Partido Socialista                   | 270   | 35,06 / 100,00  | 3,72 |
|                         | Bloco de Esquerda                    | 66    | 8,57 / 100,00   | 2,96 |
|                         | CDS – Partido Popular                | 37    | 4,81 / 100,00   | -    |
|                         | CDU - Coligação Democrática Unitária | 15    | 1,95 / 100,00   | 2,56 |
|                         | Pessoas–Animais–Natureza             | 14    | 1,82 / 100,00   | 1,21 |
|                         | Reagir Incluir Reciclar              | 13    | 1,69 / 100,00   | Novo |
|                         | LIVRE                                | 9     | 1,17 / 100,00   | 0,56 |
|                         | Outros (com menos de 1,00%)          | 34    | 4,42 / 100,00   |      |
| Votos Inválidos         | Votos Inválidos                      | 33    | 4,29 / 100,00   | 0,87 |
| Total                   | Total                                | 770   | 100,00 / 100,00 |      |
| Eleitorado/Participação | Eleitorado/Participação              | 1 468 | 52,45 / 100,00  | 1,39 |

#### Fail e Vila Chã de Sá
| Partido                 | Partido                              | Votos | %               | +/-  |
| ----------------------- | ------------------------------------ | ----- | --------------- | ---- |
|                         | Partido Socialista                   | 447   | 37,19 / 100,00  | 5,28 |
|                         | Partido Social Democrata             | 427   | 35,52 / 100,00  | -    |
|                         | Bloco de Esquerda                    | 96    | 7,99 / 100,00   | 2,03 |
|                         | CDS – Partido Popular                | 52    | 4,33 / 100,00   | -    |
|                         | Pessoas–Animais–Natureza             | 27    | 2,25 / 100,00   | 2,02 |
|                         | CDU - Coligação Democrática Unitária | 21    | 1,75 / 100,00   | 0,34 |
|                         | CHEGA!                               | 17    | 1,41 / 100,00   | Novo |
|                         | Outros (com menos de 1,00%)          | 49    | 4,08 / 100,00   |      |
| Votos Inválidos         | Votos Inválidos                      | 66    | 5,49 / 100,00   | 1,85 |
| Total                   | Total                                | 1 202 | 100,00 / 100,00 |      |
| Eleitorado/Participação | Eleitorado/Participação              | 2 445 | 49,16 / 100,00  | 0,36 |

#### Fragosela
| Partido                 | Partido                              | Votos | %               | +/-  |
| ----------------------- | ------------------------------------ | ----- | --------------- | ---- |
|                         | Partido Social Democrata             | 519   | 39,50 / 100,00  | -    |
|                         | Partido Socialista                   | 442   | 33,64 / 100,00  | 3,04 |
|                         | Bloco de Esquerda                    | 100   | 7,61 / 100,00   | 0,91 |
|                         | CDS – Partido Popular                | 64    | 4,87 / 100,00   | -    |
|                         | Pessoas–Animais–Natureza             | 34    | 2,59 / 100,00   | 1,88 |
|                         | CDU - Coligação Democrática Unitária | 27    | 2,05 / 100,00   | 0,71 |
|                         | CHEGA!                               | 20    | 1,52 / 100,00   | Novo |
|                         | Outros (com menos de 1,00%)          | 59    | 4,49 / 100,00   |      |
| Votos Inválidos         | Votos Inválidos                      | 49    | 3,73 / 100,00   | 0,84 |
| Total                   | Total                                | 1 314 | 100,00 / 100,00 |      |
| Eleitorado/Participação | Eleitorado/Participação              | 2 348 | 55,96 / 100,00  | 2,23 |

#### Lordosa
| Partido                 | Partido                              | Votos | %               | +/-  |
| ----------------------- | ------------------------------------ | ----- | --------------- | ---- |
|                         | Partido Social Democrata             | 355   | 42,77 / 100,00  | -    |
|                         | Partido Socialista                   | 250   | 30,12 / 100,00  | 6,99 |
|                         | CDS – Partido Popular                | 74    | 8,92 / 100,00   | -    |
|                         | Bloco de Esquerda                    | 58    | 6,99 / 100,00   | 0,71 |
|                         | Pessoas–Animais–Natureza             | 13    | 1,57 / 100,00   | 1,13 |
|                         | CDU - Coligação Democrática Unitária | 9     | 1,08 / 100,00   | 0,90 |
|                         | Outros (com menos de 1,00%)          | 28    | 3,37 / 100,00   |      |
| Votos Inválidos         | Votos Inválidos                      | 43    | 5,18 / 100,00   | 1,55 |
| Total                   | Total                                | 830   | 100,00 / 100,00 |      |
| Eleitorado/Participação | Eleitorado/Participação              | 1 985 | 41,81 / 100,00  | 2,50 |

#### Mundão
| Partido                 | Partido                              | Votos | %               | +/-  |
| ----------------------- | ------------------------------------ | ----- | --------------- | ---- |
|                         | Partido Social Democrata             | 489   | 38,66 / 100,00  | -    |
|                         | Partido Socialista                   | 386   | 30,51 / 100,00  | 2,18 |
|                         | Bloco de Esquerda                    | 114   | 9,01 / 100,00   | 1,26 |
|                         | Pessoas–Animais–Natureza             | 46    | 3,64 / 100,00   | 3,40 |
|                         | CDS – Partido Popular                | 44    | 3,48 / 100,00   | -    |
|                         | CDU - Coligação Democrática Unitária | 26    | 2,06 / 100,00   | 1,79 |
|                         | CHEGA!                               | 17    | 1,34 / 100,00   | Novo |
|                         | Aliança                              | 14    | 1,11 / 100,00   | Novo |
|                         | Iniciativa Liberal                   | 13    | 1,03 / 100,00   | Novo |
|                         | Outros (com menos de 1,00%)          | 47    | 3,72 / 100,00   |      |
| Votos Inválidos         | Votos Inválidos                      | 69    | 5,45 / 100,00   | 1,19 |
| Total                   | Total                                | 1 265 | 100,00 / 100,00 |      |
| Eleitorado/Participação | Eleitorado/Participação              | 2 117 | 59,75 / 100,00  | 2,09 |

#### Orgens
| Partido                 | Partido                              | Votos | %               | +/-  |
| ----------------------- | ------------------------------------ | ----- | --------------- | ---- |
|                         | Partido Social Democrata             | 661   | 34,46 / 100,00  | -    |
|                         | Partido Socialista                   | 619   | 32,27 / 100,00  | 2,37 |
|                         | Bloco de Esquerda                    | 216   | 11,26 / 100,00  | 3,06 |
|                         | CDS – Partido Popular                | 113   | 5,89 / 100,00   | -    |
|                         | CDU - Coligação Democrática Unitária | 65    | 3,39 / 100,00   | 1,30 |
|                         | Pessoas–Animais–Natureza             | 51    | 2,66 / 100,00   | 1,74 |
|                         | CHEGA!                               | 25    | 1,30 / 100,00   | Novo |
|                         | Aliança                              | 20    | 1,04 / 100,00   | Novo |
|                         | Outros (com menos de 1,00%)          | 63    | 3,29 / 100,00   |      |
| Votos Inválidos         | Votos Inválidos                      | 85    | 4,44 / 100,00   | 0,75 |
| Total                   | Total                                | 1 918 | 100,00 / 100,00 |      |
| Eleitorado/Participação | Eleitorado/Participação              | 3 305 | 58,03 / 100,00  | 0,33 |

#### Povolide
| Partido                 | Partido                              | Votos | %               | +/-   |
| ----------------------- | ------------------------------------ | ----- | --------------- | ----- |
|                         | Partido Social Democrata             | 298   | 39,21 / 100,00  | -     |
|                         | Partido Socialista                   | 282   | 37,11 / 100,00  | 10,29 |
|                         | CDS – Partido Popular                | 47    | 6,18 / 100,00   | -     |
|                         | Bloco de Esquerda                    | 41    | 5,39 / 100,00   | 1,14  |
|                         | Pessoas–Animais–Natureza             | 21    | 2,76 / 100,00   | 1,75  |
|                         | CDU - Coligação Democrática Unitária | 11    | 1,45 / 100,00   | 2,01  |
|                         | CHEGA!                               | 8     | 1,05 / 100,00   | Novo  |
|                         | Outros (com menos de 1,00%)          | 19    | 2,50 / 100,00   |       |
| Votos Inválidos         | Votos Inválidos                      | 33    | 4,35 / 100,00   | 2,23  |
| Total                   | Total                                | 760   | 100,00 / 100,00 |       |
| Eleitorado/Participação | Eleitorado/Participação              | 1 662 | 45,73 / 100,00  | 4,19  |

#### Ranhados
| Partido                 | Partido                              | Votos | %               | +/-  |
| ----------------------- | ------------------------------------ | ----- | --------------- | ---- |
|                         | Partido Social Democrata             | 884   | 33,60 / 100,00  | -    |
|                         | Partido Socialista                   | 814   | 30,94 / 100,00  | 0,96 |
|                         | Bloco de Esquerda                    | 313   | 11,90 / 100,00  | 1,27 |
|                         | CDS – Partido Popular                | 124   | 4,71 / 100,00   | -    |
|                         | Pessoas–Animais–Natureza             | 95    | 3,61 / 100,00   | 2,38 |
|                         | CDU - Coligação Democrática Unitária | 77    | 2,93 / 100,00   | 1,00 |
|                         | Aliança                              | 36    | 1,37 / 100,00   | Novo |
|                         | CHEGA!                               | 34    | 1,29 / 100,00   | Novo |
|                         | Outros (com menos de 1,00%)          | 101   | 3,84 / 100,00   |      |
| Votos Inválidos         | Votos Inválidos                      | 153   | 5,82 / 100,00   | 0,62 |
| Total                   | Total                                | 2 631 | 100,00 / 100,00 |      |
| Eleitorado/Participação | Eleitorado/Participação              | 4 566 | 57,62 / 100,00  | 0,40 |

#### Repeses e São Salvador
| Partido                 | Partido                              | Votos | %               | +/-  |
| ----------------------- | ------------------------------------ | ----- | --------------- | ---- |
|                         | Partido Social Democrata             | 1 078 | 33,86 / 100,00  | -    |
|                         | Partido Socialista                   | 1 050 | 32,98 / 100,00  | 0,72 |
|                         | Bloco de Esquerda                    | 382   | 12,00 / 100,00  | 2,45 |
|                         | CDS – Partido Popular                | 128   | 4,02 / 100,00   | -    |
|                         | CDU - Coligação Democrática Unitária | 84    | 2,64 / 100,00   | 1,46 |
|                         | Pessoas–Animais–Natureza             | 73    | 2,29 / 100,00   | 1,62 |
|                         | Iniciativa Liberal                   | 46    | 1,44 / 100,00   | Novo |
|                         | CHEGA!                               | 41    | 1,29 / 100,00   | Novo |
|                         | Aliança                              | 37    | 1,16 / 100,00   | Novo |
|                         | Outros (com menos de 1,00%)          | 112   | 3,51 / 100,00   |      |
| Votos Inválidos         | Votos Inválidos                      | 153   | 4,80 / 100,00   | 0,73 |
| Total                   | Total                                | 3 184 | 100,00 / 100,00 |      |
| Eleitorado/Participação | Eleitorado/Participação              | 5 235 | 60,82 / 100,00  | 0,89 |

#### Ribafeita
| Partido                 | Partido                              | Votos | %               | +/-  |
| ----------------------- | ------------------------------------ | ----- | --------------- | ---- |
|                         | Partido Social Democrata             | 340   | 51,13 / 100,00  | -    |
|                         | Partido Socialista                   | 178   | 26,77 / 100,00  | 8,58 |
|                         | CDS – Partido Popular                | 40    | 6,02 / 100,00   | -    |
|                         | Bloco de Esquerda                    | 35    | 5,26 / 100,00   | 3,24 |
|                         | Pessoas–Animais–Natureza             | 13    | 1,95 / 100,00   | 1,02 |
|                         | CHEGA!                               | 9     | 1,35 / 100,00   | Novo |
|                         | CDU - Coligação Democrática Unitária | 8     | 1,20 / 100,00   | 0,53 |
|                         | Outros (com menos de 1,00%)          | 19    | 2,86 / 100,00   |      |
| Votos Inválidos         | Votos Inválidos                      | 23    | 3,46 / 100,00   | 0,93 |
| Total                   | Total                                | 665   | 100,00 / 100,00 |      |
| Eleitorado/Participação | Eleitorado/Participação              | 1 283 | 51,83 / 100,00  | 2,42 |

#### Rio de Loba
| Partido                 | Partido                              | Votos | %               | +/-     |
| ----------------------- | ------------------------------------ | ----- | --------------- | ------- |
|                         | Partido Social Democrata             | 1 598 | 36,39 / 100,00  | -       |
|                         | Partido Socialista                   | 1 271 | 28,95 / 100,00  | 2,14    |
|                         | Bloco de Esquerda                    | 482   | 10,98 / 100,00  | 1,84    |
|                         | CDS – Partido Popular                | 274   | 6,24 / 100,00   | -       |
|                         | Pessoas–Animais–Natureza             | 135   | 3,07 / 100,00   | 2,02    |
|                         | CDU - Coligação Democrática Unitária | 109   | 2,48 / 100,00   | 1,57    |
|                         | CHEGA!                               | 64    | 1,46 / 100,00   | Novo    |
|                         | Aliança                              | 58    | 1,32 / 100,00   | Novo    |
|                         | Iniciativa Liberal                   | 50    | 1,14 / 100,00   | Novo    |
|                         | Outros (com menos de 1,00%)          | 131   | 2,98 / 100,00   |         |
| Votos Inválidos         | Votos Inválidos                      | 219   | 4,99 / 100,00   | Estável |
| Total                   | Total                                | 4 391 | 100,00 / 100,00 |         |
| Eleitorado/Participação | Eleitorado/Participação              | 8 257 | 53,18 / 100,00  | 1,24    |

#### Santos Evos
| Partido                 | Partido                              | Votos | %               | +/-   |
| ----------------------- | ------------------------------------ | ----- | --------------- | ----- |
|                         | Partido Socialista                   | 317   | 43,97 / 100,00  | 10,64 |
|                         | Partido Social Democrata             | 267   | 37,03 / 100,00  | -     |
|                         | Bloco de Esquerda                    | 34    | 4,72 / 100,00   | 1,82  |
|                         | CDS – Partido Popular                | 24    | 3,33 / 100,00   | -     |
|                         | CDU - Coligação Democrática Unitária | 11    | 1,53 / 100,00   | 2,44  |
|                         | Pessoas–Animais–Natureza             | 9     | 1,25 / 100,00   | 0,61  |
|                         | Outros (com menos de 1,00%)          | 25    | 3,47 / 100,00   |       |
| Votos Inválidos         | Votos Inválidos                      | 34    | 4,72 / 100,00   | 0,88  |
| Total                   | Total                                | 721   | 100,00 / 100,00 |       |
| Eleitorado/Participação | Eleitorado/Participação              | 1 455 | 49,55 / 100,00  | 0,09  |

#### São Cipriano e Vil de Souto
| Partido                 | Partido                              | Votos | %               | +/-  |
| ----------------------- | ------------------------------------ | ----- | --------------- | ---- |
|                         | Partido Social Democrata             | 411   | 40,45 / 100,00  | -    |
|                         | Partido Socialista                   | 285   | 28,05 / 100,00  | 6,63 |
|                         | Bloco de Esquerda                    | 75    | 7,38 / 100,00   | 1,49 |
|                         | CDS – Partido Popular                | 55    | 5,41 / 100,00   | -    |
|                         | CDU - Coligação Democrática Unitária | 27    | 2,66 / 100,00   | 1,99 |
|                         | Pessoas–Animais–Natureza             | 17    | 1,67 / 100,00   | 1,06 |
|                         | Nós, Cidadãos!                       | 16    | 1,57 / 100,00   | 1,22 |
|                         | Outros (com menos de 1,00%)          | 57    | 5,61 / 100,00   |      |
| Votos Inválidos         | Votos Inválidos                      | 73    | 7,19 / 100,00   | 3,42 |
| Total                   | Total                                | 1 016 | 100,00 / 100,00 |      |
| Eleitorado/Participação | Eleitorado/Participação              | 1 740 | 58,39 / 100,00  | 1,56 |

#### São João de Lourosa
| Partido                 | Partido                              | Votos | %               | +/-  |
| ----------------------- | ------------------------------------ | ----- | --------------- | ---- |
|                         | Partido Social Democrata             | 784   | 34,95 / 100,00  | -    |
|                         | Partido Socialista                   | 772   | 34,42 / 100,00  | 6,06 |
|                         | Bloco de Esquerda                    | 190   | 8,47 / 100,00   | 0,54 |
|                         | CDS – Partido Popular                | 129   | 5,75 / 100,00   | -    |
|                         | CDU - Coligação Democrática Unitária | 51    | 2,27 / 100,00   | 2,35 |
|                         | CHEGA!                               | 47    | 2,10 / 100,00   | Novo |
|                         | Pessoas–Animais–Natureza             | 40    | 1,78 / 100,00   | 0,94 |
|                         | Aliança                              | 37    | 1,65 / 100,00   | Novo |
|                         | Outros (com menos de 1,00%)          | 82    | 3,65 / 100,00   |      |
| Votos Inválidos         | Votos Inválidos                      | 111   | 4,95 / 100,00   | 2,13 |
| Total                   | Total                                | 2 243 | 100,00 / 100,00 |      |
| Eleitorado/Participação | Eleitorado/Participação              | 4 183 | 53,62 / 100,00  | 1,24 |

#### São Pedro de France
| Partido                 | Partido                              | Votos | %               | +/-  |
| ----------------------- | ------------------------------------ | ----- | --------------- | ---- |
|                         | Partido Social Democrata             | 265   | 40,52 / 100,00  | -    |
|                         | Partido Socialista                   | 214   | 32,72 / 100,00  | 9,55 |
|                         | CDS – Partido Popular                | 47    | 7,19 / 100,00   | -    |
|                         | Bloco de Esquerda                    | 34    | 5,20 / 100,00   | 2,54 |
|                         | CDU - Coligação Democrática Unitária | 8     | 1,22 / 100,00   | 0,24 |
|                         | CHEGA!                               | 7     | 1,07 / 100,00   | Novo |
|                         | Outros (com menos de 1,00%)          | 38    | 5,81 / 100,00   |      |
| Votos Inválidos         | Votos Inválidos                      | 41    | 6,27 / 100,00   | 2,81 |
| Total                   | Total                                | 654   | 100,00 / 100,00 |      |
| Eleitorado/Participação | Eleitorado/Participação              | 1 228 | 53,26 / 100,00  | 1,11 |

#### Silgueiros
| Partido                 | Partido                              | Votos | %               | +/-     |
| ----------------------- | ------------------------------------ | ----- | --------------- | ------- |
|                         | Partido Social Democrata             | 591   | 39,51 / 100,00  | -       |
|                         | Partido Socialista                   | 488   | 32,62 / 100,00  | 8,79    |
|                         | CDS – Partido Popular                | 128   | 8,56 / 100,00   | -       |
|                         | Bloco de Esquerda                    | 103   | 6,89 / 100,00   | Estável |
|                         | Pessoas–Animais–Natureza             | 23    | 1,54 / 100,00   | 1,36    |
|                         | CHEGA!                               | 21    | 1,40 / 100,00   | Novo    |
|                         | CDU - Coligação Democrática Unitária | 19    | 1,27 / 100,00   | 0,19    |
|                         | Aliança                              | 16    | 1,07 / 100,00   | Novo    |
|                         | Outros (com menos de 1,00%)          | 35    | 2,34 / 100,00   |         |
| Votos Inválidos         | Votos Inválidos                      | 72    | 4,81 / 100,00   | 0,95    |
| Total                   | Total                                | 1 496 | 100,00 / 100,00 |         |
| Eleitorado/Participação | Eleitorado/Participação              | 3 212 | 46,58 / 100,00  | 1,46    |

#### Viseu
| Partido                 | Partido                              | Votos  | %               | +/-  |
| ----------------------- | ------------------------------------ | ------ | --------------- | ---- |
|                         | Partido Social Democrata             | 4 637  | 36,44 / 100,00  | -    |
|                         | Partido Socialista                   | 3 752  | 29,48 / 100,00  | 2,19 |
|                         | Bloco de Esquerda                    | 1 478  | 11,61 / 100,00  | 2,42 |
|                         | CDS – Partido Popular                | 695    | 5,46 / 100,00   | -    |
|                         | Pessoas–Animais–Natureza             | 415    | 3,26 / 100,00   | 2,08 |
|                         | CDU - Coligação Democrática Unitária | 395    | 3,10 / 100,00   | 1,00 |
|                         | Aliança                              | 162    | 1,27 / 100,00   | Novo |
|                         | Iniciativa Liberal                   | 153    | 1,20 / 100,00   | Novo |
|                         | Outros (com menos de 1,00%)          | 478    | 3,76 / 100,00   |      |
| Votos Inválidos         | Votos Inválidos                      | 561    | 4,41 / 100,00   | 0,19 |
| Total                   | Total                                | 12 726 | 100,00 / 100,00 |      |
| Eleitorado/Participação | Eleitorado/Participação              | 22 879 | 55,62 / 100,00  | 1,64 |